# Bokeh
| Två fotografier som skildrar ingen respektive kraftig bokeh. |  | Två fotografier som skildrar ingen respektive kraftig bokeh. |
| Två fotografier som skildrar ingen respektive kraftig bokeh. |  |                                                              |

Bokeh (japanska: 暈け Hepburn: boke?, "suddig") är inom fotografin ett begrepp för den estetiska kvaliteten av suddigheten hos delar av en bild som inte är i fokus. Utseendet på bokehn varierar mellan olika kameraobjektiv. Bland annat tenderar avlägsna ljuskällor som är ur fokus att formas som objektivets bländare, det vill säga hur många bländarlameller och hur de är konstruerade i objektivet. En helt öppen bländare på ett riktigt ljusstarkt objektiv ger en helt rund öppning som ger runda bokeh-cirklar, medan mindre ljusstarka objektiv inte får fullt lika jämna cirklar, och därmed ger lite kantigare bokeh-bollar.
När kort skärpedjup används, blir det bakom och framför fokusavståndet mer suddigt. Å andra sidan uppfattas det som inte är i fokus som mer skarpt om ett långt skärpedjup väljs. Utseendet hos bokeh hos en bild är viktigt, speciellt sådana med kort skärpedjup och där mycket av det ofokuserade syns.